# Ebobou
Ebobou este o comună din regiunea Lagunes, Coasta de Fildeș.